# Nanna Leifsdóttir
Nanna Herborg Leifsdóttir (* 2. Juni 1963 in Akureyri) ist eine ehemalige isländische Skirennläuferin.

## Karriere
Nanna Leifsdóttir belegte bei den Olympischen Winterspielen 1984 den 38. Platz im Riesenslalomrennen. Im Slalomrennen schied sie vorzeitig aus. Bei der Eröffnungsfeier war sie Fahnenträgerin der isländischen Mannschaft.
Sie ist mit dem ehemaligen Fußballnationaltorhüter Friðrik Friðriksson verheiratet. Ihre Tochter ist die Fußballnationalspielerin Fanndís Friðriksdóttir.